# 兰州岩风
兰州岩风（学名：Libanotis lanzhouensis）是伞形科岩风属的植物，是中国的特有植物。分布于中国大陆的甘肃等地，多生于山坡路旁，目前尚未由人工引种栽培。